# 조랑말

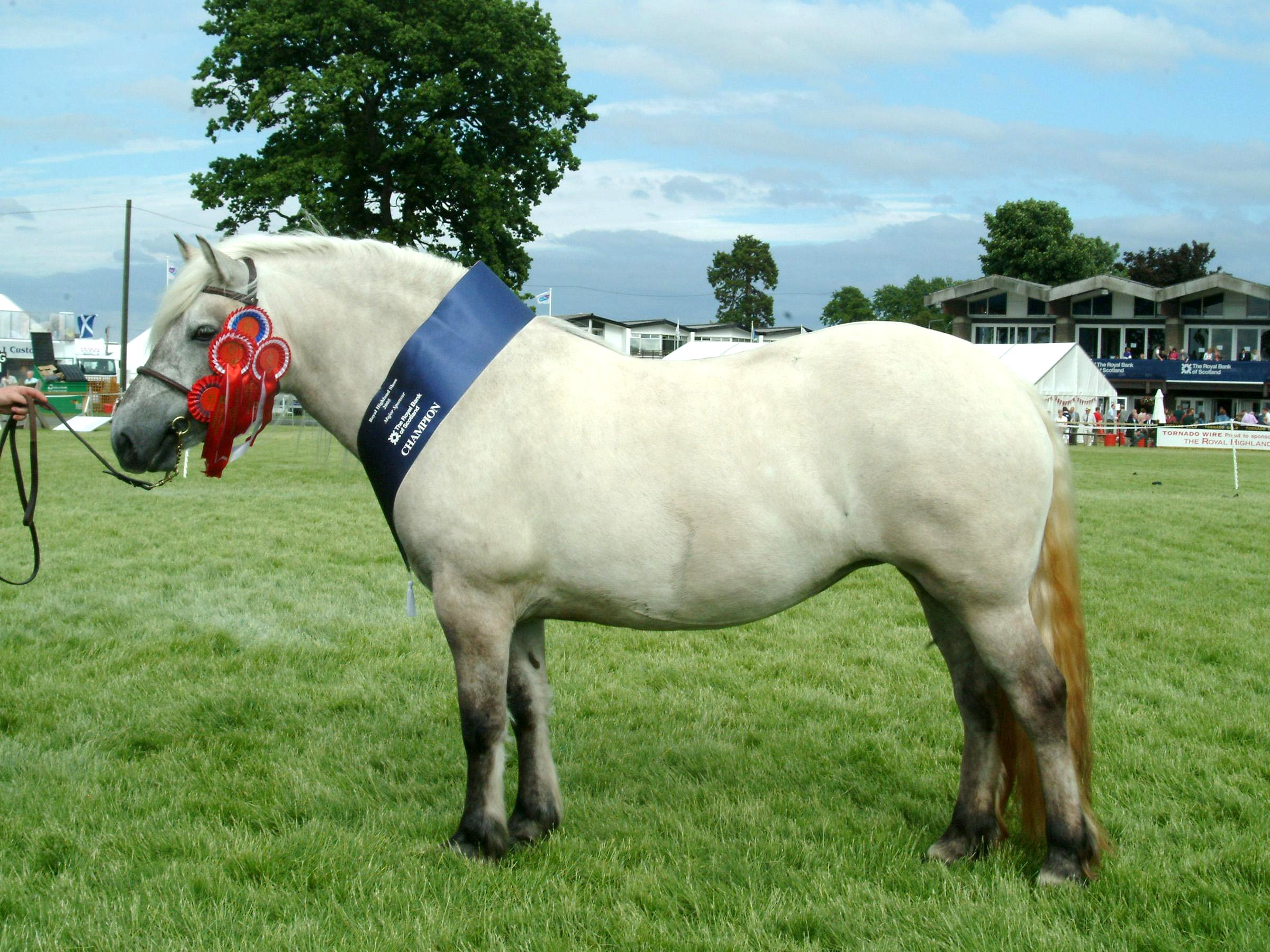
조랑말

조랑말은 몸집이 작은 말이다. 어린 개체는 조랑망아지라 부른다. 성질이 온순하여 훈련시키기 쉽다. 여가를 위한 승마용으로 이용되고, 작은 사륜 마차도 끌 수 있다. 다른 종류의 말보다 오래 산다. 한국의 제주마도 여기에 속한다. 1985년부터 1987년까지 존속했던 프로야구단 청보 핀토스의 마스코트로 쓰이기도 했다.
흔히 포니라고 하며, 국내 최초 고유 자동차인 포니는 이 동물에서 유래했다.

## 같이 보기
- 조랑말 타기